# Macrolyrcea
Macrolyrcea is een geslacht van vlinders van de familie spanners (Geometridae), uit de onderfamilie Ennominae.

## Soorten
- M. moesta Butler, 1882
- M. monochorda Prout, 1916
- M. sceva Schaus, 1912